# Ab van Kammen
Albert (Ab) van Kammen (Amsterdam, 7 september 1932 – Den Haag, 1 maart 2023) was een Nederlandse botanicus en viroloog die was gespecialiseerd in de moleculaire biologie. 

## Biografie
Hij studeerde scheikunde aan de Universiteit van Amsterdam. Hij studeerde in Amsterdam af als organisch chemicus. Hij deed plantenfysiologie als bijvak. Ook volgde hij colleges over virussen en over DNA als drager van erfelijke eigenschappen. 
In 1958 ging hij naar de Landbouwhogeschool Wageningen voor een promotieonderzoek over het tabaksmozaïekvirus bij het Laboratorium voor Virologie. Tussen 1958 en 1972 was hij wetenschappelijk medewerker bij het Laboratorium voor Virologie. In 1963 promoveerde hij met lof in Amsterdam. 
In 1972 werd Van Kammen de eerste hoogleraar moleculaire biologie in Wageningen. Van 1976 tot 1980 was hij lid van de commissie belast met het toezicht op het recombinant DNA-onderzoek en genetische manipulatie in Nederland. De laatste drie jaar van zijn lidmaatschap was hij hiervan de voorzitter. In 1992 was hij medeoprichter van de onderzoekschool Experimentele Plantenwetenschappen (EPS), waarvan hij voorzitter van het bestuur was tussen 1996 en 2002. In 1996 ging hij met emeritaat, waarna hij als hoogleraar moleculaire biologie werd opgevolgd door Ton Bisseling, die bij hem was gepromoveerd.
In 1998 was Van Kammen voorzitter van de, door de VSNU ingestelde, internationale commissie voor de visitatie van het biologisch onderzoek aan de universiteiten in Nederland. Tussen 1999 en 2002 was hij voorzitter van de programmacommissie Genomics van de Nederlandse Organisatie voor Wetenschappelijk Onderzoek (NWO). 
Van Kammen was lid van de European Molecular Biology Organization (EMBO) en was sinds 1991 lid van de afdeling Natuurkunde van de Koninklijke Nederlandse Akademie van Wetenschappen (KNAW), sectie Biologie. 
In 1975 won Van Kammen de M.W. Beijerinck Virologie Medaille. In 1999 ontving hij een eredoctoraat van de Università degli Studi di Padova.

## Persoonlijk
Van Kammen trouwde op 26 oktober 1957 in Amsterdam met biologiedocent en publicist Anne-Ruth Wertheim (1934-). Het paar verhuisde naar Wageningen en kreeg drie dochters. In 1964 woonde het gezin in Berkeley en in de jaren 1980 gingen Van Kammen en zijn vrouw uit elkaar. In 1998 verhuisde Van Kammen naar Den Haag. Hij kreeg een relatie met Jet van Bruggen, die hem overleefde toen hij in 2023 op 90-jarige leeftijd overleed.

## Publicaties
Van Kammen is (mede)auteur van publicaties op gebieden als moleculaire biologie van planten en plantenvirussen, symbiose tussen planten uit de vlinderbloemenfamilie (Leguminosae) en Rhizobium, de genoomstructuur van planten, celdifferentiatie binnen planten en somatische embryogenese in planten. Volgens ISIHighlyCited.com behoort hij tot de meest geciteerde wetenschappers op het gebied van de plant- en dierkunde.